# Lathyrus cabreranus
Lathyrus cabreranus är en ärtväxtart som beskrevs av Arturo Erhardo Erardo Burkart. Lathyrus cabreranus ingår i släktet vialer, och familjen ärtväxter. Inga underarter finns listade i Catalogue of Life.